# Гарсиа и Родригес, Мануэль
Мануэль Гарсиа и Родригес (исп. Manuel García y Rodríguez; 1863[…], Севилья — 6 мая 1925, Севилья) — испанский художник, мастер городского пейзажа.

## Биография
Родился в 1860 году в Севилье. В юности планировал посвятить себя музыке, однако затем отдал предпочтение живописи. Живописи учился сперва в мастерской у Хосе де ла Вега Марругаля, а затем — в Школе изящных искусств Севильи.
Большую часть жизни провёл в Севилье, городские пейзажи которой изображал на многочисленных полотнах. В 1904 году посетил Танжер, и, по мотивам своего путешествия, написал несколько ориентальных картин.
Гарсиа Родригес регулярно выставлял свои работы на ежегодной испанской Национальной выставке изящных искусств, где они трижды (в 1887, 1890 и 1895 годах) удостаивались медалей. В 1899 году стал действительным членом (академиком) Королевской академии художеств  Сан-Фернандо в Мадриде.
Скончался в Севилье в 1925 году.
Сегодня работы художника хранятся в собраниях ряда музеев Испании, включая Музей изящных искусств Севильи и Музей Кармен Тиссен в Малаге.

## Галерея

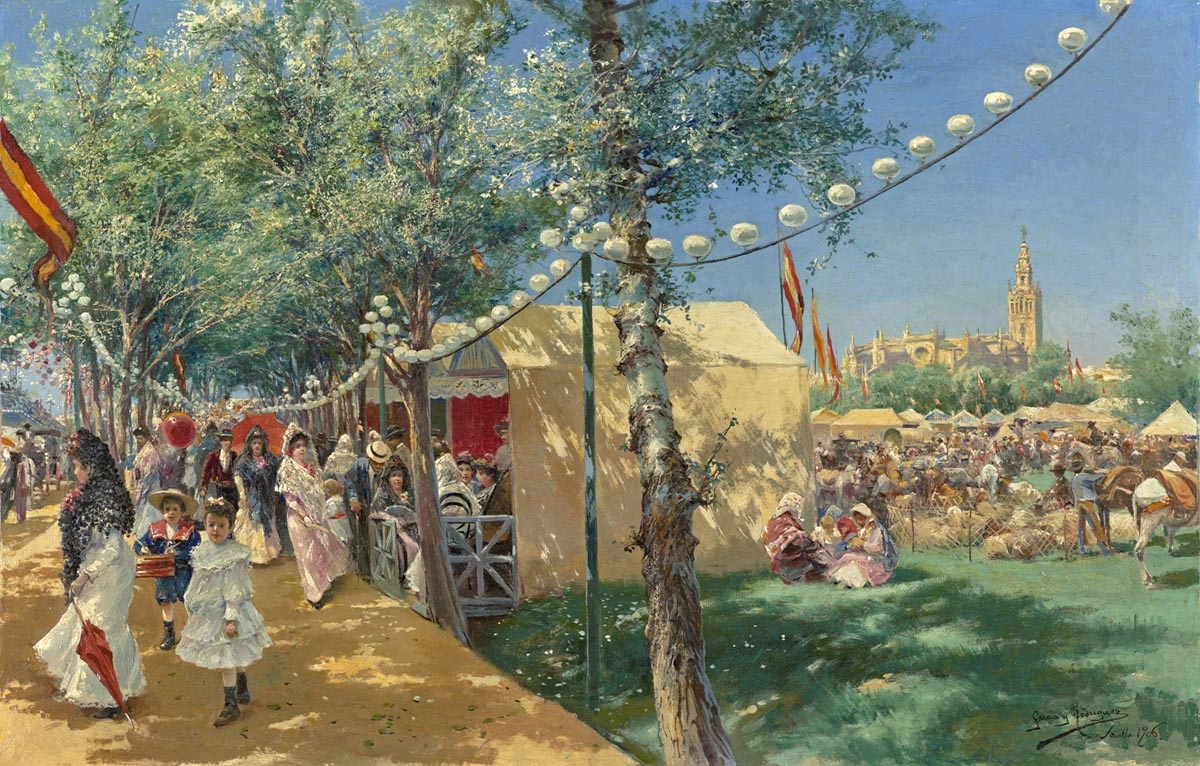
Праздник в Севилье (1906)
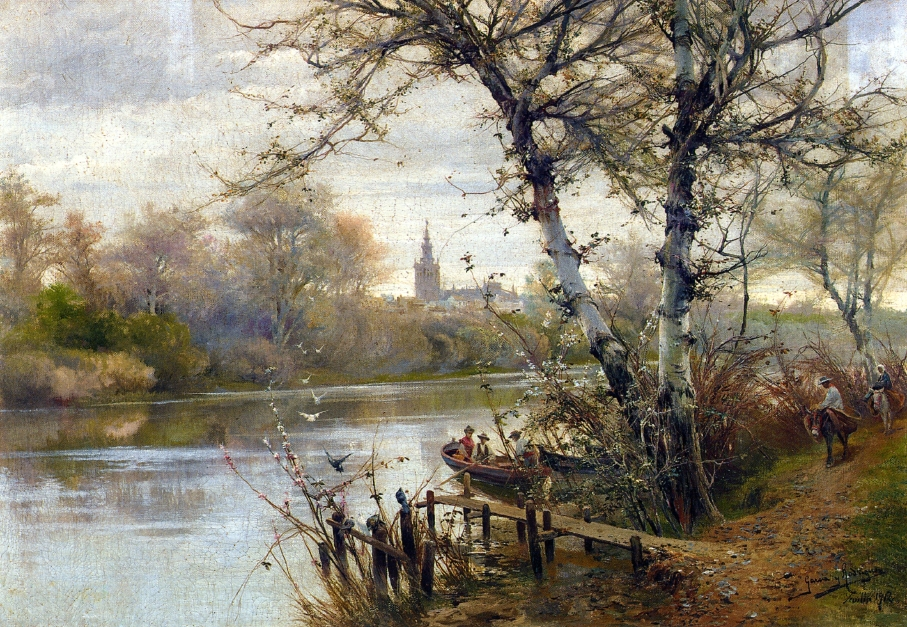
Речной пейзаж в окрестностях Севильи (1912)
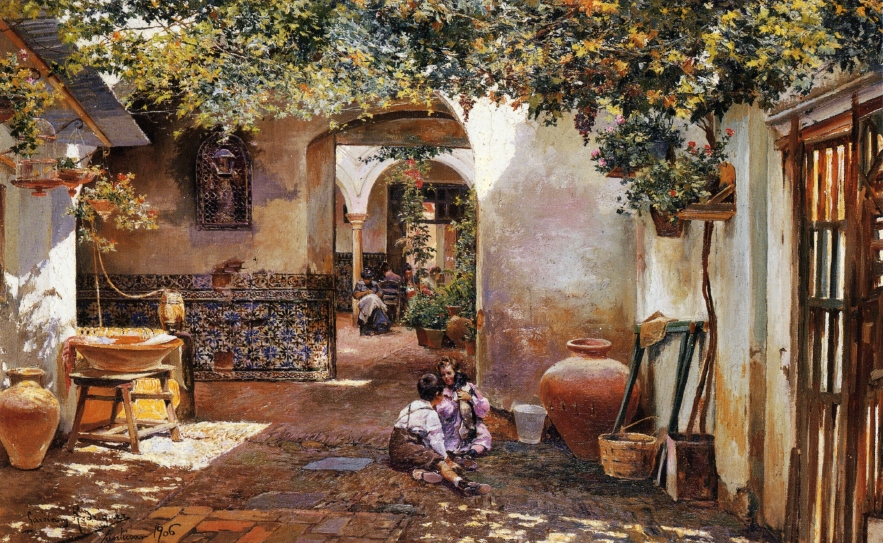
Дети во внутреннем дворике (1906)
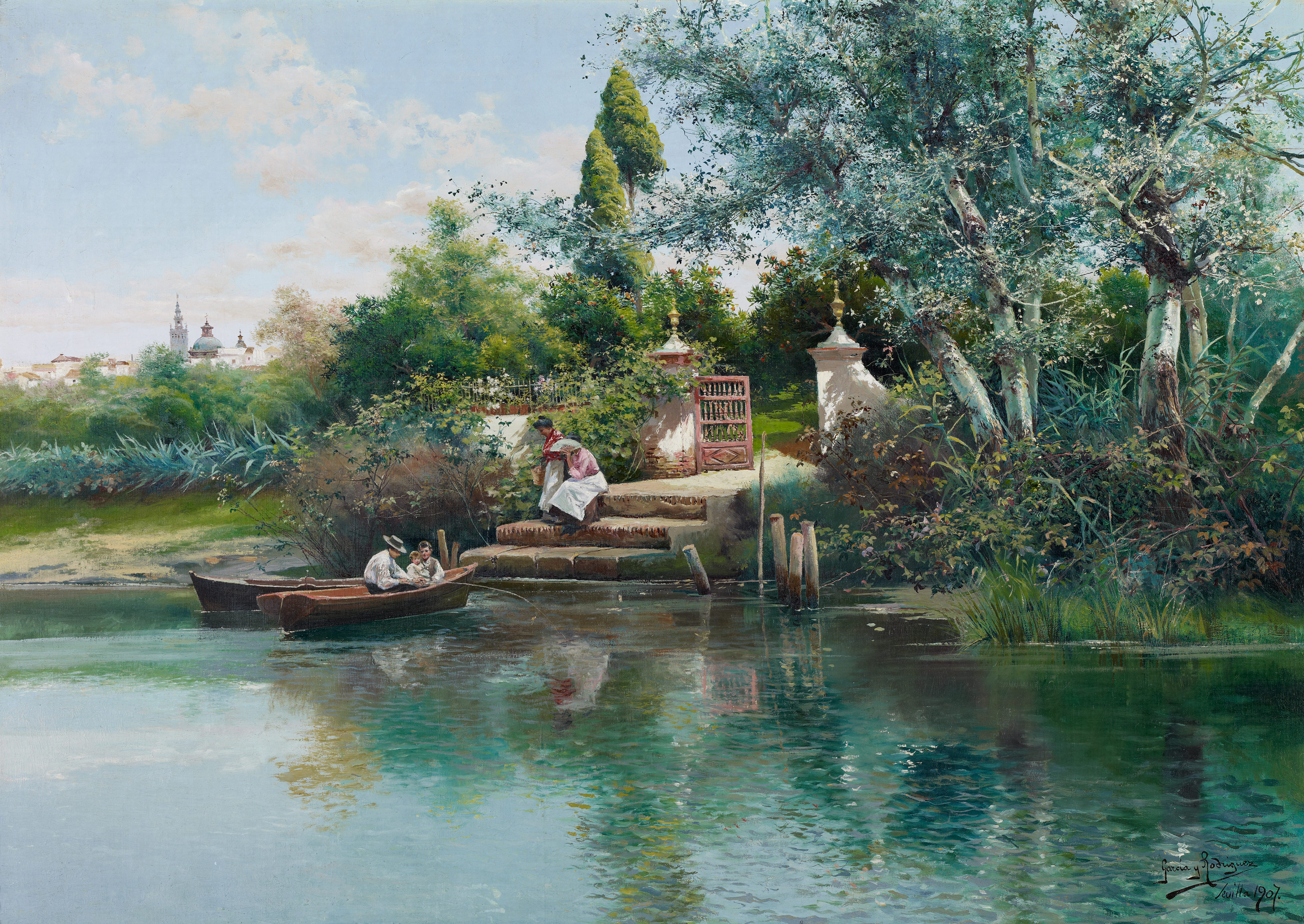
Рыбалка (1907)
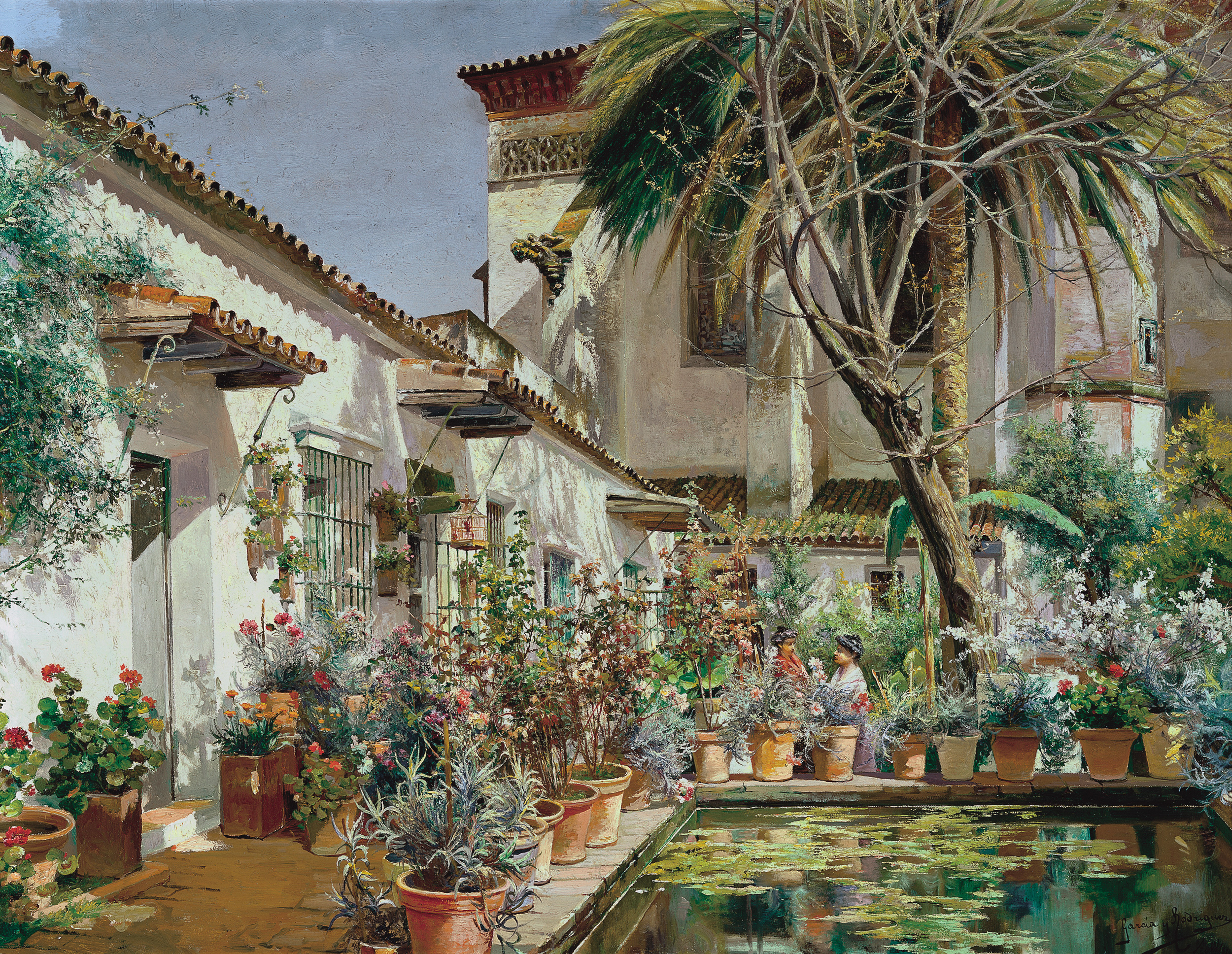
Первый внутренний двор монастыря Санта-Паула, Севилья. Музей Кармен Тиссен (Малага)
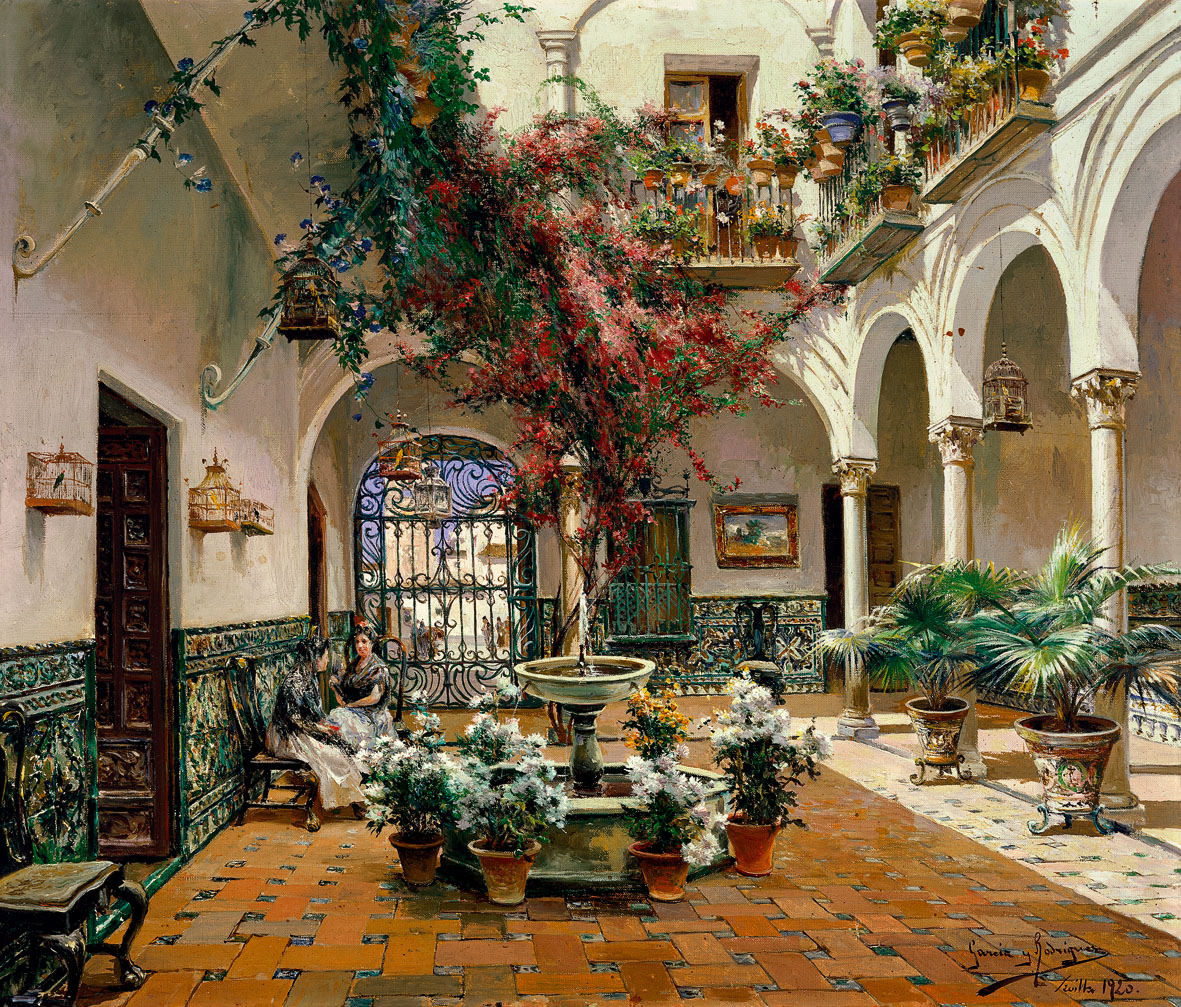
Внутренний двор, Севилья (1920), Музей Кармен Тиссен.
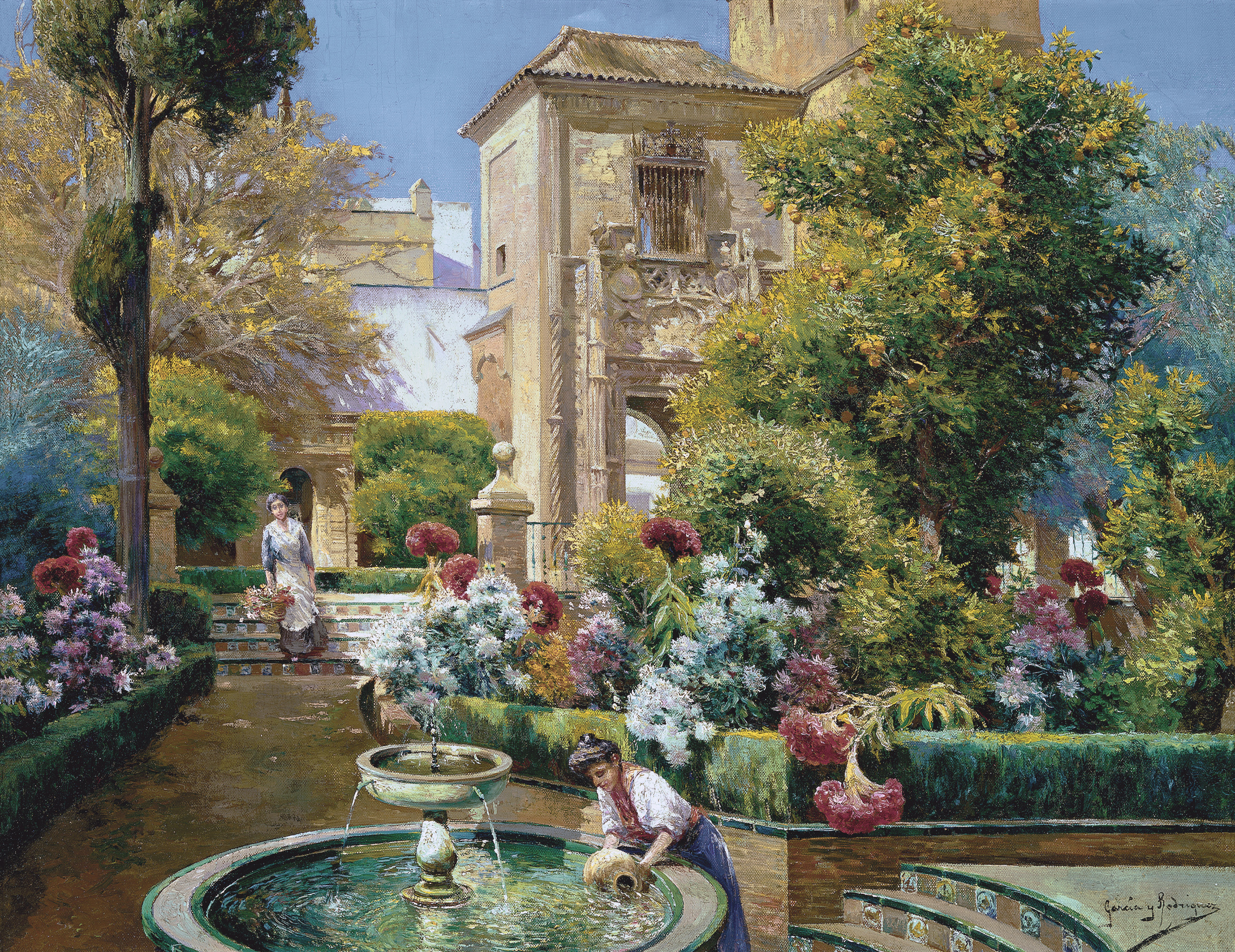
Сад Севильского Алькасара (1920–25), Музей Кармен Тиссен.

## Дальнейшее чтение
- Cabezas García, Álvaro. Dos pinturas inéditas de Manuel García Rodríguez. Archivo hispalense: Revista histórica, literaria y artística,  0210-4067, Tomo 102, N.º 309-311, 2019, págs. 377—386.
- Comas y Blanco, Augusto (15 de septiembre de 1894). Siluetas artísticas. Manuel García y Rodríguez. Blanco y Negro (Madrid) (1176). ISSN 0006-4572.
- Pantorba, Bernardino de: Historia y crítica de las Exposiciones Nacionales de Bellas Artes celebradas en España [1948], Madrid, Jesús Ramón García-Rama, 1980, pág. 410.
- Valdivieso González, Enrique: Historia de la pintura sevillana, siglos XIII al XX, Sevilla, Guadalquivir, 1986, pág. 443.